# 114608 Emanuelepace
114608 Emanuelepace este o planetă minoră (asteroid) din centura de asteroizi. A fost descoperită pe 23 februarie 2003 la  de  și a fost numită după Emanuele Pace⁠(d). 
Obiectul prezintă o orbită caracterizată de o semiaxă mare de 3,0844087940403 UAi, o excentricitate de 0,2460035180561, o înclinație de 16,978382618171 ° în raport cu ecliptica.